# Мікенські шахтові гробниці
Мікенські шахтові гробниці — тип гробниць, які почали з’являтися в Греції наприкінці середньоелладського періоду, близько XVII століття до н. е. Вміст шахтових гробниць характеризується винятковим багатством поховальних дарів, що особливо контрастує з попередніми досить скромними похованнями.

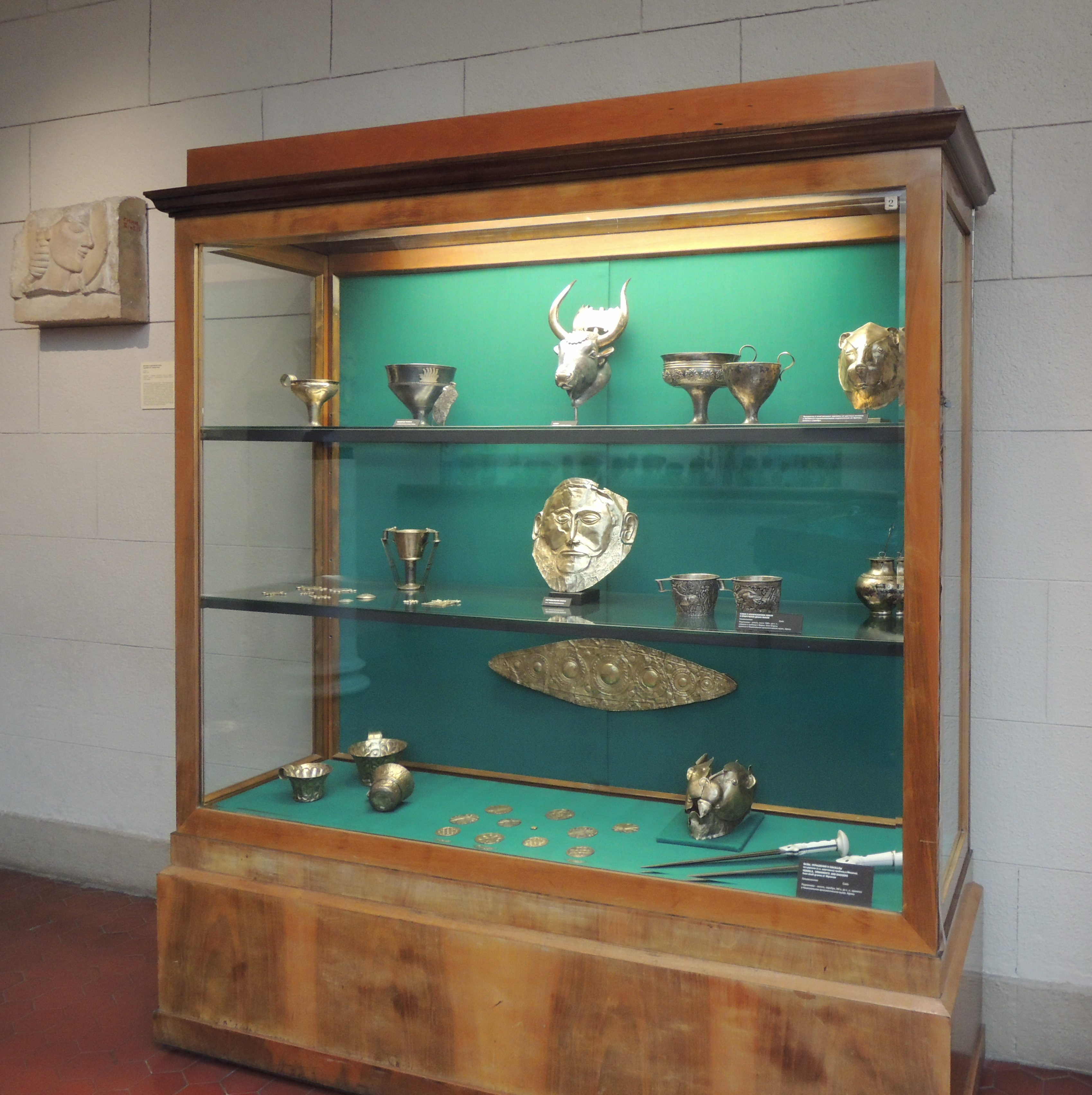
Вази, прикраси та кинджали. Предмети з Царських (шахтових) гробниць у Мікенах (копії в Державному музеї образотворчих мистецтв імені О. С. Пушкіна).

Припускається, що шахтові гробниці пов’язані з хвилею ахейських прибульців на Балкани та Пелопоннес. Альтернативну думку висловив Л. С. Клейн: на його думку, шахтові гробниці пов’язані з міграцією з півночі іншого індоєвропейського народу, який опинився в меншині серед греків і незабаром розчинився серед них.
На зміну шахтовим гробницям у XV столітті до н. е. прийшли толоси.